# West Pokot
West Pokot – hrabstwo w zachodniej Kenii. Jego stolicą i największym miastem jest Kapenguria. Liczy 621 241 mieszkańców na obszarze 9123 km². Miejscowi ludzie w większości są pochodzenia etnicznego Kalendżin.
West Pokot graniczy z następującymi hrabstwami: Turkaną na północy, Baringo na wschodzie, Elgeyo-Marakwet i Trans Nzoia na południu, oraz z Republiką Ugandy na zachodzie.
Rolnictwo i hodowla stanowią trzon gospodarki hrabstwa, w którym ponad 80% ludności zajmuje się rolnictwem lub podobną działalnością.

## Położenie
Hrabstwo charakteryzuje się różnorodnymi cechami topograficznymi. W północnej i północno-wschodniej części znajdują się suche równiny o wysokości mniejszej niż 900 m n.p.m., a w południowo-wschodniej części na wysokości 3370 m n.p.m. znajdują się wzgórza Cherangani.

## Religia
Struktura religijna w 2019 roku wg Spisu Powszechnego:
- protestantyzm – 50,8%
- katolicyzm – 31,1%
- niezależne kościoły afrykańskie – 7,1%
- tradycyjne religie plemienne – 3,2%
- brak religii – 2,9%
- pozostali chrześcijanie – 2,7%
- islam – 0,4%
- pozostali – 1,8%.

## Podział administracyjny
Hrabstwo West Pokot składa się z czterech okręgów:
- Kapenguria,
- Sigor,
- Kacheliba i
- Pokot South.

## Znane osoby
- Tegla Loroupe (ur. 1973) – biegaczka długodystansowa, 2-krotna rekordzistka świata w maratonie
- Lonah Chemtai Salpeter (ur. 1988) – biegaczka długodystansowa reprezentująca Izrael, mistrzyni Europy w biegu na 10 000 m